# Niels Lund Chrestensen (Gärtner, 1840)

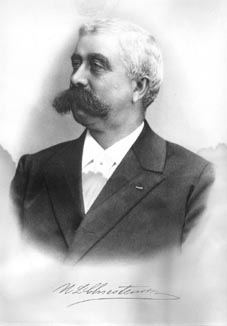
Niels Lund Chrestensen

Niels Lund Chrestensen (* 8. Juni 1840 in Randlew, Dänemark; † 21. Januar 1914 in Erfurt) war ein dänischer Gärtner und Unternehmer.
Er arbeitete seit 1867 als Gärtnergehilfe in Erfurt. Drei Jahre nachdem er dort angekommen war, gründete er den noch heute bestehenden Samen- und Pflanzenzuchtbetrieb N.L. Chrestensen als Kunst- und Handelsgärtnerei.
Für seine Verdienste wurde er zum k.u.k. Hoflieferanten ernannt.